# Adam Larson
Adam Larson (* 6. Januar 1991) ist ein US-amerikanischer Jazzmusiker (Tenorsaxophon, Komposition).

## Leben und Wirken
Larson, der aus Normal (Illinois) stammt, begann mit elf Jahren Saxophon zu spielen. Bereits während seiner Highschool-Zeit hatte er Gelegenheit, in Formationen und bei Events wie The Grammy Band, Next Generation Jazz Orchestra, Betty Carter Jazz Ahead, YoungArts Jazz Fellows, Telluride Student All-Stars und Jazz Band of America aufzutreten. Nach Erwerb des Bachelors an der Manhattan School of Music 2012 folgte ein Masterstudium, ebenfalls an der Manhattan School; 2014 schloss er sein Studium mit Auszeichnung ab, verbunden mit dem William H. Borden Award für herausragende Jazzperformance.
Unter eigenem Namen legte Larson bereits 2008 auf der Highschool ein erstes Album vor, dem weitere Veröffentlichungen folgten, etwa die Eigenproduktion Selective Amnesia (Inner Circle Music 2015), die positive Besprechungen in Publikationen wie The New York Times, Down Beat und Saxophone Journal erhielt. Gegenwärtig arbeitet er mit einem eigenen Quintett, mit dem er in bekannten New Yorker Jazzclubs wie Birdland, The 55 Bar, The Jazz Gallery, Blue Note, Village Vanguard, Smalls, Cornelia Street Café auftrat. Weiterhin arbeitet er mit Jamie Cullum, Ted Rosenthal, Ari Hoenig, dem Vanguard Jazz Orchestra, Otis Brown III, Michael Rodríguez und Helen Sung. 2015 tourte Larson mit seinem Quartett im Auftrag des State Department im Rahmen des Programms American Music Abroad durch Afrika. Gegenwärtig unterrichtet er im Programm Jazz For Young People des Jazz at Lincoln Centers. Larson lebt mit seiner Familie in Manhattan.
Im Bereich des Jazz war er laut Tom Lord zwischen 2010 und 2012 an nur vier Aufnahmesessions beteiligt.

## Diskographische Hinweise
- Looking East (2008)
- Simple Beauty (2012), mit Can Olgun, Nils Weinhold, Raviv Markovitz, Jason Burger, Guilhem Flouzat
- Second City (Inner Circle Music 2017, mit Rob Clearfield, Clark Sommers, Jimmy Macbride)